# Matthias Junge
Matthias Junge (* 5. Mai 1960 in Bonn) ist ein deutscher Soziologe und Professor für Soziologische Theorien und Theoriegeschichte an der Universität Rostock. 

## Werdegang
Nach dem Abitur am Ernst-Moritz-Arndt-Gymnasium Bonn (1980) leistete Junge Zivildienst in einem Wohnheim für geistig Behinderte. Von 1981 bis 1983 studierte er Sozialwesen an der Fachhochschule Bamberg bis zum Vordiplom und wechselte dann zum Studium der Soziologie an die Universität Bamberg, wo er 1987 das Diplom erwarb und 1995 promovierte. Bis 1993 war Junge außerdem Redakteur der Soziologischen Revue. Im zweiten Halbjahr 1998 war Junge Visiting Professor an der University of Maryland. 2000 habilitierte er  als Stipendiat der Volkswagen-Stiftung im Fach Soziologie an der Technischen Universität Chemnitz. Danach war er erst Wissenschaftlicher Assistent, dann Wissenschaftlicher Oberassistent an der TU Chemnitz bei Ditmar Brock. Für die Studienjahre 2001/02 und 2003/04 übernahm Junge eine Vertretungsprofessur für Kultursoziologie und Allgemeine Soziologie an der Universität Leipzig und anschließend (für einen Monat) eine Vertretungsprofessur für Soziologische Theorien und Theoriegeschichte an der Universität Rostock. Seit November 2004 ist Junge dort ordentlicher Professor.
Junges Forschungsschwerpunkte sind soziologische Theorie, Gesellschaftstheorie, Kultursoziologie und Jugendsoziologie. Er ist Mitherausgeber eines Sammelbandes zum Scheitern als vernachlässigtem Forschungs- und Themenfeld innerhalb der Soziologie. 

## Schriften (Auswahl)
- Forever young? Junge Erwachsene in Ost- und Westdeutschland. Leske + Budrich, Opladen 1995 (zugl. Dissertation).
- Ambivalente Gesellschaftlichkeit. Die Modernisierung der Vergesellschaftung und die Ordnungen der Ambivalenzbewältigung. Leske + Budrich, Opladen 2000 (zugl. Habilitationsschrift).
- Individualisierung. Campus, Frankfurt am Main/New York 2002.
- mit G. Lechner (Hrsg.): Scheitern – Aspekte eines sozialen Phänomens. VS, Wiesbaden 2004.
- Zygmunt Bauman. VS, Wiesbaden 2006.
- George Ritzer. In: Stephan Moebius & Dirk Quadflieg (Hrsg.): Kultur. Theorien der Gegenwart. VS, Wiesbaden 2006. ISBN 3-531-14519-3
- Soziologische Themen von Auguste Comte bis Talcott Parsons. Oldenbourg Verlag, München 2007, ISBN 978-3-486-58218-5. (zusammen mit Ditmar Brock und Uwe Krähnke)
- Georg Simmel kompakt. Transcript, Bielefeld 2009, ISBN 978-3-89942-701-1.